# Уриарте, Сугой
Сугой Уриарте (исп. Sugoi Uriarte Marcos; род. 14 мая 1984, Витория-Гастейс) — испанский дзюдоист, чемпион и призёр чемпионатов Испании, чемпион Европы, призёр чемпионата мира, участник двух Олимпиад.

## Карьера
Чемпион (2008 год) и бронзовый призёр (2005 и 2006 годы) национальных чемпионатов. В 2007 году стал серебряным призёром Универсиады в Бангкоке. В 2009 году завоевал серебро чемпионата мира, а на следующий год стал чемпионом континента.
На летних Олимпийских играх 2012 года в Лондоне в полуфинале испанец проиграл венгру Миклошу Унгвари, а в утешительной схватке — южнокорейцу Чо Джун Хо и стал пятым на этих соревнованиях.
На летних Олимпийских играх 2016 года в Рио-де-Жанейро в первой же схватке Сугой проиграл азербайджанцу Ниджату Шихализаде и завершил выступления, оказавшись на 17-м месте в итоговом протоколе.